# Laboratorio Oficial de Metroloxía de Galicia
El Laboratorio Oficial de Metroloxía de Galicia (LOMG) es un centro tecnológico cuya principal actividad es dar servicio al tejido industrial gallego en materia de Metrología y calibración. Está situado en el Parque Tecnolóxico de Galicia (Tecnópole), en Orense, Galicia, España.
Además de desempeñar su misión de centro referente de metrología y Calidad desde hace más de una década, en los últimos años ha comenzado un intenso programa de desarrollo de proyectos de I+D+i. 
El LOMG centra sus actividades en tres grandes áreas:
- Metrología Industrial (en sus departamentos de Temperatura y Humedad Relativa, Eléctrico, Mecánico y Dimensional).
- Metrología Legal
- Investigación, Desarrollo e Innovación (I+D+i)